# 코비아키S

코비아키S 구동 화면 (2D/3D)

## 코비아키
코비아키(영어: KOVI Archi)는 가상현실 플랫폼 개발 전문 기업 한국가상현실(주) 사에서 개발한 VR(가상현실) 인테리어 전문 설계 프로그램이다. 2024년 7월 기준, 18,000여 인테리어 사업체에서 활용중이며, 인테리어 디자인과 건축 설계 분야에 특화된 소프트웨어와 서비스를 제공하고 있다.
코비아키는 직관적인 사용자 인터페이스를 통해 복잡한 3D 인테리어 디자인을 쉽고 간편하게 구현할 수 있도록 지원하며, 3D CAD, 스케치업 등의 전문 프로그램 없이도 누구나 쉽게 사용할 수 있도록 설계되었다.
또한 코비아키는 실시간 렌더링, 광범위한 2D 및 3D 데이터베이스(아파트 데이터와 자재), 타 설계 프로그램과의 호환성을 기반으로, 아파트 인테리어 디자인과 건축 설계 분야에서 널리 사용되고 있다.

## 주요 기능 및 특징
코비아키는 인테리어 디자인 업계에서 널리 사용되며, 특히 아파트 인테리어 시 필요한 시간과 비용을 절감할 수 있는 도구로 인정받고 있다.

### 실시간 렌더링
코비아키는 시작부터 끝까지 초고화질 UHD 환경을 제공하여 별도의 렌더링 과정 없이 실시간으로 설계된 공간을 시각화 할 수 있다. 이로 인해 설계 과정이 더욱 효율적이고 빠르게 진행된다. 또한 자재 데이터는 실제 시장에서 판매되는 벽지, 바닥재 등의 정보를 포함하고 있어, 작업자는 좀 더 섬세하게 연출이 가능하고, 고객은 원하는 분위기를 더욱 정확하게 인지할 수 있다.
최근 “해드리오” 라는 서비스를 출시하여, 렌더링에서 조명과 렌더링 품질을 극대화 할 수 있는 서비스도 일부 대상자에게 시범적으로 진행 중이다.

### 인터페이스
클릭 몇 번 만으로 벽 생성, 가구 배치, 마감재 변경 등이 가능하여 복잡한 작업도 쉽게 처리할 수 있다. 이 기능은 명령어 또는 단축키가 필요 없이 마우스 만으로도 설계가 가능하다는 점이 특징인데, 설계 중 실시간으로 클라이언트와 상담할 때 특히 유용하다. 3D CAD, 스케치업 등의 전문 프로그램 없이도 누구나 쉽게 사용할 수 있도록 설계되어 있어, 타 프로그램에 비해 진입 장벽이 낮은 것이 특징이다.

### 자료실
2024년 7월 기준 60,000여 개의 3D 자재 오브젝트, 12만 개 이상의 아파트 도면, 33개의 샘플 파일 등을 제공하여 사용자가 실무 프로젝트에 직접 활용할 수 있다. 이 자료들을 토대로 사용자들이 보다 정교하고 현실적인 설계가 가능하며, 추가적인 아파트 자료, 오브젝트 자료가 필요할 경우 요청을 통하여 작업 및 업로드를 진행하고 있어 도면 작업이 원활하도록 돕는다.

### 교육과 학습
초급부터 고급 수준까지 다양한 강좌를 제공하여 사용자가 소프트웨어 활용 방법과 최신 기술을 학습할 수 있다. 라이브 강좌와 같은 실시간 교육 콘텐츠도 포함되어 있어 실무에 바로 적용할 수 있는 유용한 지식을 습득할 수 있다. 또한 고객 지원을 통하여 사용 문의 상담도 가능하다.

### 고객 지원
국내 프로그램인 만큼 국내 고객센터와의 직접적인 상담이 가능하다. 전화 상담 및, 원격 지원 서비스, FAQ, 문의 시스템 등을 통해 사용자들이 겪는 문제를 신속하게 해결할 수 있도록 지원한다. 또한, 지속적인 소프트웨어 업데이트와 기술 지원을 위해 코비아키S의 사용자 공식 커뮤니티인 ‘코비언’ 과 더불어 회원-회사 간의 소통 플랫폼화를 적극적으로 진행 중이다.

## 아파트 데이터 보유 및 제공
코비아키S는 2024년 7월 기준, 국내 아파트의 97% 이상에 해당하는 12만 2541만여 개의 2D 및 3D 아파트 도면 데이터를 보유하고 있다. 이를 통해 사용자는 별도의 도면 작업 없이 바로 디자인 작업을 시작할 수 있으며, 실제 유통되는 브랜드 마감재를 활용하여 빠르고 정확한 시안을 제작하여 고객에게 제시할 수 있다.
또한 해당 아파트 데이터는 코비온라인의 모든 서비스 뿐만 아니라, 네이버 부동산 또는 하이프라자 등의 브랜드에 납품 되어 관련 실무자들이 실제 사용 중에 있다.

## 출시된 추가 플러그인 목록

### 코비키친S - 정가 900,000원
기존 코비온라인에서 서비스 중인 주방 전문 설계 솔루션, 원래는 단독 프로그램으로 운영되었던 “코비키친” 시리즈의 기능이 코비아키S 버전에 통합되었다고 봐도 무방하며, 코비아키S의 인테리어 공간에 주방 설계가 연계될 수 있도록 플러그인으로 새로 출시되었다. 
코비키친S는 비규격장, 싱크대와 후드 등의 옵션 수정 등이 원활하고 코비아키S의 실시간 렌더링을 적용 받아 더욱 섬세하고 높은 퀄리티로 작업이 가능하다.

### 카툰렌더링 - 정가 300,000원
코비아키S의 실시간 렌더링 기능을 활용하여, 마치 손으로 스케치한 듯한 카툰 스타일로 네비게이션 할 수 있도록 실시간 렌더링 옵션 기능이 추가된다. 독특하고 개성 있는 디자인 시안을 빠르게 제작할 수 있으며, 다양한 스타일의 이미지를 쉽게 생성할 수 있다.

### 은선렌더링
코비아키S의 실시간 렌더링 기능을 활용하여, 3D 모델의 외곽선을 강조하는 와이어 프레임 상태로 네비게이션 가능하도록 실시간 렌더링 옵션 기능이 추가된다.

## 역사 및 발전
코비아키S는 이전 버전인 코비아키3 버전을 이후로 2019년 10월에 출시되었으며, 이후 지속적인 개선 작업을 통해 다양한 기능이 추가 및 업그레이드 되고 있다.
2000.07 코비아키1.0 출시
2008.12 코비아키2.0 출시
2012.08 코비아키3.0 출시
2019.10 실시간 렌더링 체제의 코비아키S 출시
2022.08 코비아키S 64bit 및 코비키친S 정식 런칭